# Multan Sultans
Die Multan Sultans sind eine Cricketmannschaft in Multan. Das Franchise spielt seit der Saison 2018 in der Pakistan Super League (PSL).

## Geschichte

### Als sechstes Team
Im April 2017 gab der Vorsitzende der PSL Najam Sethi bekannt, dass für die dritte Saison ein sechstes Team in die Liga aufgenommen werden solle. Dazu wurden fünf Regionen in Pakistan ausgewählt, die bisher kein PSL-Team beheimateten. Daraufhin kam es im Juni 2017 zu einer Auktion, an der zehn Bieter teilnahmen. Durchsetzen konnte sich dabei die in Dubai ansässige Schön Group, die mit 5,2 Millionen US-Dollar pro Jahr einen 8-Jahres-Vertrag abschloss und deren Konzept den Aufbau des Teams in Multan vorsah. Damit überholten sie die Karachi Kings als teuerstes Team der Liga.

### Neue Eigentümer
Im ersten Spielerdraft setzten sie mit drei Spielern aus den West Indies und dem Fokus auf heimische Talente ein Zeichen. Sie konnten in ihrer ersten Saison drei Spiele gewinnen, sich jedoch als fünfter von sechs Teams nicht für die Playoffs qualifizieren. Im November 2018 wurde bekannt, dass die Besitzer nicht in der Lage waren die jährliche Rate aufzubringen und so beendete das Pakistan Cricket Board den Vertrag. Der PCB übernahm die Verantwortung für die Spieler und schrieb das Team erneut aus, mit der Möglichkeit den Namen und Standort zu ändern. Die Rechte wurde durch Ali Tareen and Taimoor Malik erworben, die das Team am bisherigen Standort und unter dem bisherigen Namen beließen.
Beim Draft zur Pakistan Super League 2019 konnte sich das Team Steven Smith sichern. In der Vorrunde konnten sie drei Siege erspielen und schieden so als Vorletzter der Gruppenphase aus.

### Überstehen der Vorrunde
In der Spielerauktion für die folgende Saison sicherten sie sich aus der wichtigsten Kategorie neben dem Engländer Moeen Ali den Südafrikaner Rilee Roussow. Multan gelang es in der Saison 2020 sechs Siege zu erzielen. Im entscheidenden vorletzten Spiel konnten sie die Peshawar Zalmi mit 3 Runs knapp bezwingen und standen so als Gruppenerster fest. Im letzten Spiel konnten sie daraufhin ihre wichtigsten Spieler schonen und verhalfen so den Lahore Qalandars ebenfalls in die Playoffs. Im Halbfinale trafen sie auf die Karachi Kings, gegen die sie im Super Over verloren. Daraufhin spielten sie in der Vorschlussrunde gegen die Lahore Qalandars, und unterlagen mit 25 Runs und schieden so aus.

## Abschneiden in der PSL
Das Team schnitt in der PSL wie folgt ab:
| Jahr | Spiele | Siege | Niederlagen | No Result | Endplatzierung (Vorrunde) |
| ---- | ------ | ----- | ----------- | --------- | ------------------------- |
| 2018 | 10     | 4     | 5           | 1         | Vorrunde (5/6)            |
| 2019 | 10     | 3     | 7           | 0         | Vorrunde (5/6)            |
| 2020 | 10     | 6     | 2           | 2         | Halbfinale (1/6)          |